# Kington (Herefordshire)
Pour les articles homonymes, voir Kington.
Kington est une ville et une circonscription électorale du Herefordshire en Angleterre.

## Jumelage
- Marines (France)